# 西アジアサッカー連盟
西アジアサッカー連盟（にしアジアサッカーれんめい、英: West Asian Football Federation）は、西アジア12か国が在籍するサッカー連盟である。略称はWAFF。
2000年に設立。当初は西アジア6か国が加盟していた。西アジアサッカー選手権などの大会を主催している。

## 加盟国
| 協会             | 代表 | 創設年 | WAFF加盟年 |
| ---------------- | ---- | ------ | ---------- |
| イラク           | 代表 | 1948   | 2001       |
| ヨルダン         | 代表 | 1949   | 2001       |
| レバノン         | 代表 | 1933   | 2001       |
| パレスチナ       | 代表 | 1928   | 2001       |
| シリア           | 代表 | 1936   | 2001       |
| カタール         | 代表 | 1960   | 2009       |
| アラブ首長国連邦 | 代表 | 1971   | 2009       |
| イエメン         | 代表 | 1962   | 2009       |
| オマーン         | 代表 | 1978   | 2010       |
| クウェート       | 代表 | 1952   | 2010       |
| サウジアラビア   | 代表 | 1956   | 2010       |
| バーレーン       | 代表 | 1957   | 2010       |

- 旧加盟国 : イラン（2001-2014、現在は中央アジアサッカー協会所属）

## 大会一覧

### 男子
- 西アジアサッカー選手権
- WAFFフットサル選手権（英語版）[13]
- WAFFビーチサッカー選手権（英語版）

### 女子
- 西アジア女子サッカー選手権
- WAFF女子フットサル選手権（英語版）
- WAFF女子クラブ選手権（英語版）